# Абдо Бенитес, Марио
Марио Абдо Бенитес (исп. Mario Abdo Benítez; род. 10 ноября 1971, Асунсьон), также Марито Бенитес — парагвайский бизнесмен и правый национал-консервативный политик. Один из лидеров партии Колорадо, председатель Сената Парагвая в 2015—2016 годах. Одержал победу на выборах 2018 года, с 15 августа 2018 по 15 августа 2023 года — Президент Республики Парагвай.

## Происхождение
Родился в семье, принадлежавшей к политической элите диктаторского режима Альфредо Стресснера. Марио Абдо Бенитес (старший) — отец Марито Бенитеса-младшего — был личным секретарём Стресснера и принадлежал к Cuatrinomio de oro — «Золотому квадрату», ближайшему окружению диктатора. Рут Бенитес Перрье — мать Бенитеса-младшего — происходила из семейства влиятельных военных. С детства Марито Бенитес знал президента Стресснера и членов его семьи, дружил с его внуком Альфредо-младшим.

У меня остались наилучшие воспоминания о семье Стресснера, хоть я и был тогда ещё очень молод.

Марио Абдо Бенитес

## Учёба, служба, бизнес
Среднее образование Марито Бенитес получил на родине. В 1989 году, после отстранения Стресснера от власти, переехал в США. Окончил Постонский университет, получил специальность маркетолога. Вернувшись в Парагвай, служил в парашютно-десантных войсках, получил воинское звание второго лейтенанта.
Со второй половины 1990-х Марио Абдо Бенитес активно занялся строительным бизнесом. В 1997 году возглавил компанию Aldía SA (производство асфальта), в 1998 — компанию Creando Tecnología SA (реализация строительных технологий, электротехники и металлоконструкций). Оставил посты в компаниях после избрания в сенат.

## Правоконсервативный политик
Марио Абдо Бенитес придерживался правых национал-консервативных взглядов. С 2005 года — вместе со внуком Стресснера — был активистом правых организаций Республиканское движение национальной реконструкции и движения Мир и прогресс. Тогда же он был избран заместителем председателя партии Колорадо.
Политическая позиция Бенитеса в Колорадо отличалась жёстким правым консерватизмом. Выступал как антикоммунист и противник «социализма XXI века». Выражал откровенные симпатии к традиции стронизма (режим и идеология Стресснера) и к Альфредо Стресснеру лично. В 2006 году от имени партии выразил скорбь в связи с кончиной Стресснера. Считался основателем стронистской фракции современной Колорадо.
На выборах 2013 года Марио Абдо Бенитес был избран в Сенат Парагвая. С 1 июля 2015 по 30 июня 2016 года занимал пост председателя сената. Выдвинулся в лидеры правоконсервативного крыла Колорадо, которое рассматривалось как «диссидентское», поскольку критиковало президента-консерватора Орасио Картеса с неостронистских позиций.
В 2017 году Марио Абдо Бенитес заявил о выдвижении своей кандидатуры в президенты Парагвая. Его соперником был Сантьяго Пенья, бывший министр финансов и представитель либерального крыла Колорадо. На партийных праймериз в декабре большинство участников — 570921 человек, 51,01 % — поддержали кандидатуру Бенитеса. Этот результат был расценён как поражение президента Картеса, который поддерживал Пенью.

## Президент Парагвая

### Избрание и вступление
На выборах 22 апреля 2018 года Марио Абдо Бенитес избран президентом Парагвая. За него проголосовали более 46 % избирателей, за кандидата Аутентичной радикальной либеральной партии Эфраина Алегре — менее 43 %. Таким образом, оказались опровергнуты социологические данные, прогнозировавшие победу Алегре.
25 мая 2018 года в асунсьонском Театре Центрального банка Парагвая состоялся акт провозглашения новой национальной власти — официальное оглашение Высшим трибуналом избирательной юстиции победителей на выборах президента и сенаторов. Среди участников церемонии был экс-министр юстиции и труда Эухенио Хаке — последний член стресснеровского «Золотого квадрата» (Сабино Монтанаро, Адан Годой, Марио Абдо Бенитес-старший к тому времени скончались). Хаке выразил глубокое удовлетворение избранием Марито Бенитеса, назвал нового президента «результатом работы правительства Стресснера», отметил, что всё парагвайское общество пользуется положительными плодами стронизма, оправдывал диктатуру и репрессии. Выступление одного из ближайших сподвижников Стресснера на таком мероприятии было воспринято как важная политико-идеологическая акция — несмотря на оговорку Хаке о том, что он не считает президента Абдо Бенитеса политическим преемником Стресснера.
Вступление Марио Абдо Бенитеса в должность главы государства состоялось 15 августа 2018 года.

### Внутренняя политика
Президентская программа Бенитеса предполагала стимулирование частного предпринимательства, снижение налогов, оптимизацию расходов на социальные программы, жёсткую борьбу с преступностью, усиление контроля над границами для пресечения контрабанды. Подобно предшественнику Картесу, новый президент придерживался католического культурного консерватизма, выступал против легализации однополых браков, не одобрял право на аборт. Марио Абдо Бенитес подчёркивал уважение и симпатию к Альфредо Стресснеру, считал, что его режим был благотворен для Парагвая. В то же время он критиковал преследования оппозиции и репрессии того периода.
В первые годы президентства Абдо Бенитеса парагвайская экономика переживала заметный спад. Правительство провело налоговую реформу, снизив обложение прибыли, дивидендов и акцизные сборы — дабы увеличить собираемость налогов. Весной 2019 года был принят закон о защите и развитии крестьянского семейного хозяйства. Были выделены бюджетные средства на помощь парагвайским фермерам. Стимулировалось создание рабочих мест в малом бизнесе, на предприятиях лёгкой промышленности, сервиса и строительства. В сферах образования и здравоохранения увеличивалась продолжительность школьного учебного дня (ранее составлявшего всего четыре часа), строились новые школы и больницы. Активизировалась политика безопасности: было закуплено новое оснащение для полиции, сменено руководство, в ходе полицейских операций изъяты значительные объёмы контрабандных наркотиков.
Серьёзный политический конфликт возник в Парагвае летом 2019 года. Массовые протесты вызвало назначение министром финансов Бениньо Лопеса Бенитеса — сводного брата президента, известного жёсткой до асоциальности финансовой политикой и подозреваемого в коррупции. В назначении были усмотрены признаки кумовства, запрещённого специальным законом. Однако президент Абдо Бенитес всячески отстаивал министра-родственника. Он считал необходимыми экстренные меры бюджетной экономии, борьбы с засухами с наводнениями, жёсткое подавление криминала, контрабанды, наркотрафика и «культуры неформальных секторов» — то есть развитой в Парагвае теневой экономики. Своеобразный парадокс заключался в том, что «неформальные секторы» являлись основой экономической системы стронизма, политическим наследником которого считался президент.
В общем и целом политика Абдо Бенитеса расценивалась как ориентированная на крупных собственников, прежде всего землевладельцев-экспортёров сои. Сохранялось сращивание латифундистского слоя с бюрократией и политической элитой. Продолжался процесс обезземеливания крестьян. Внедряюлись технологии сельхозпроизводства, обеспечивавщие быструю отдачу за счёт загрязнения окружающей среды; ограничивался доступ к чистой питьевой воде. Правые круги отвергали социальные требования, ссылаясь на нужды экономического роста и технического прогресса.
Экономические неурядицы, социально-политические обострения, коррупционные скандалы заметно снизили популярность президента. Широко распространилось выражение Desastre ko Marito — Марито-катастрофа (произносимого на языковой смеси испанского с гуарани). Этот мем стал настолько привычен, что его публично употребил сам Абдо Бенитес. При опросе летом 2022 года 81,4 % парагвайцев отрицательно оценили его деятельность, положительно — 12,2 %.

### Внешняя политика
На международной арене Парагвай позиционировался как союзник США. В конце 2019 года Марио Абдо Бенитес посетил Вашингтон и встретился с президентом Дональдом Трампом. Отмечалось сходство правых идеологических воззрений двух президентов. Абдо Бенитес предложил ввести зону свободной торговли между США и странами МЕРКОСУР. Трамп характеризовал Абдо Бенитеса как союзника в борьбе против терроризма и наркобизнеса. В то же время высокопоставленные парагвайские чиновники подверглись санкциям Госдепартамента из-за обвинений в коррупции.
Укреплялялись традиционные связи с Бразилией. Президент Жаир Болсонару являлся главным зарубежным партнёром Абдо Бенитеса. Однако заключённое соглашение о распределении электроэнергии ГЭС Итайпу было подвергнуто резкой критике как неравноправное и невыгодное для Парагвая. Конфликт достиг такого накала, что парламентская оппозиция инициировала процедуру импичмента в отношении Абдо Бенитеса. Соглашение пришлось аннулировать.
Парагвай решительно поддержал венесуэльскую оппозицию в политическом противостоянии с режимом Николаса Мадуро. Марио Абдо Бенитес официально принял Хуана Гуайдо в статусе президента.
Абдо Бенитес высказывался за «углубление отношений с КНР». Однако традиционная линия парагвайских консерваторов-антикоммунистов, признающих Тайвань, осталась неизменной. Парламентская фракция Колорадо заблокировала законопроект об установлении дипломатических отношений с КНР.
Вскоре после избрания президент Абдо Бенитес отменил решение Орасио Картеса о переносе парагвайского посольства в Израиле из Тель-Авива в Иерусалим. Это привело к ухудшению парагвайско-израильских отношений, закрытию израильского посольства в Асунсьоне.

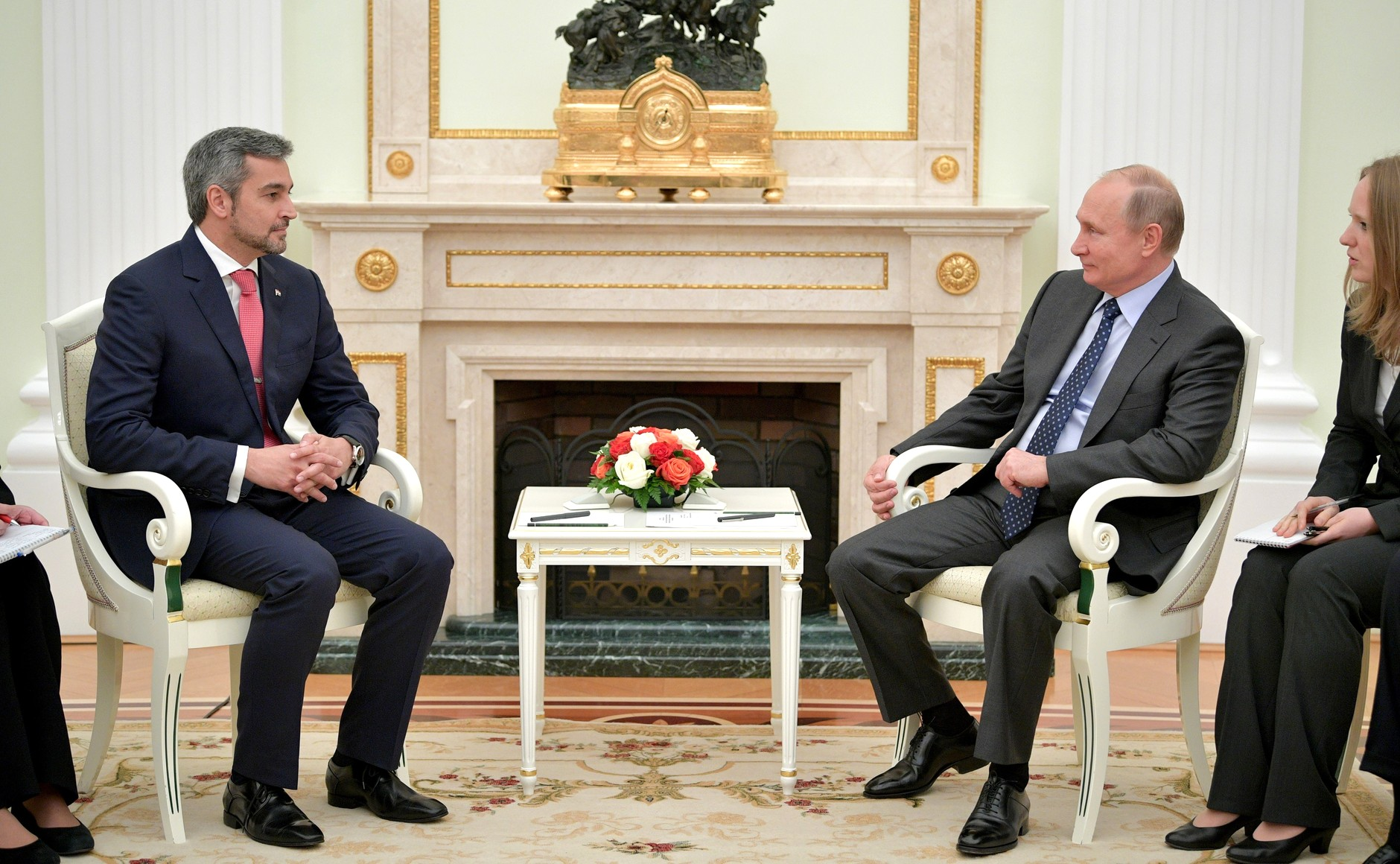
С Президентом России Владимиром Путиным. Москва, Кремль, 14 июня 2018 года

14 июня 2018 года Марио Абдо Бенитес в качестве избранного президента Парагвая прибыл в Россию и участвовал в московской церемонии открытия Чемпионата мира по футболу. В Кремле Абдо Бенитес имел встречу в с президентом РФ Владимиром Путиным. Российский президент поблагодарил будущего парагвайского коллегу за переданные ордена российских офицеров-белоэмигрантов, участвовавших в Чакской войне на стороне Парагвая. В ходе беседы Путин поздравил Абдо Бенитеса с избранием и отметил «близость» между Россией и Парагваем.
2 марта 2022 года на чрезвычайной сессии Генеральной ассамблее ООН делегация Парагвая проголосовала за резолюцию ES-11-1 — осуждавшую РФ за вторжение в Украину.

## Личная жизнь
Марио Абдо Бенитес женат вторым браком на предпринимательнице Сильване Лопес Морейра Бо, участнице традиционалистского женского движения. Имеет двух сыновей — Марио и Сантьяго — от первого брака с Фатимой Марией Диас Бенса.
15 августа 2018 года Сильвана Лопес Морейра Бо стала первой леди Парагвая. Этот статус восстановился после десятилетнего отсутствия (Фернандо Луго официально был не женат, Орасио Картес разведён).

## Награды
Бенитес был награждён Орденом Блестящего Нефрита с Большим Кордоном президентом Китайской Республики Цай Инвэнь в октябре 2018 года. Во время церемонии Цай упомянула роль, которую отец Бенитеса играл в правительстве Стресснера, которое установило двусторонние отношения.